# CNCO (album)
CNCO è il secondo album in studio del gruppo latin pop statunitense omonimo, pubblicato il 6 aprile 2018.

## Tracce
1. Sólo Yo – 2:48 (Crysthian Adalberto Fermin Peralta, Emiliano Vásquez, José Alberto Roble Ramírez, Juan M. Frias, Max Borghetti)
2. Hey DJ (with Yandel) – 3:27 (Edgardo Miranda, Edgar Barrera, Llandel Veguilla, Marco Masis, Jeannelyz Marcano)
3. Se Vuelve Loca – 3:12 (Yasmil Marrufo, Mario Cáceres)
4. Mamita – 2:54 (Salomón Villada Hoyos (Feid), Johan Esteban Espinosa (Jowan), Carlos Alejandro Patiño (Mosty), Andrés David Restrepo (Rolo), Claudia Brant, Juan Pablo Piedrahita, Daniel Giraldo)
5. Fiesta en Mi Casa – 3:30 (Ender Zambrano, Oscar Hernández, Jorge Luis Chacin)
6. Noche Inolvidable – 3:28 (Frank Santofimio, Silverio Lozada, Andy Clay, Cáceres, Marrufo)
7. Bonita – 3:11 (Feid, Jowan, Mosty, Rolo, Giraldo, Joel Pimentel, Erick  Brian Colon, Zabdiel De Jesus, Yashua Camacho)
8. Estoy Enamorado de Ti – 3:28 (Jovany Javier Barreto, Luis Alfredo Salazar, Tat Tong, Jesús "DalePlay" Herrera, Dave Siegel, Sam Nicolosi)
9. Mala Actitud – 3:08 (Milton J. Restituyo, Juan A. Abreu, Yonathan Then, Rodolfo Jaquez, Salim Asêncio)
10. Mi Medicina – 3:35 (Bruno Nicolás Fernández, José Luis de la Peña Mira, David Augustave Picanes, María Josefa Fernández Campo)
11. Fan Enamorada – 3:59 (Ricardo Montaner)
12. No Me Sueltes – 2:57 (Feid, Jowan, Mosty, Rolo, Giraldo, Camacho, Pimentel)
13. Demuéstrame – 3:02 (Pinto (Wahin), Miguel A. Arias, Raúl Cabrera, Juanma Leal)
14. Reggaetón Lento (Remix with Little Mix) – 3:09 (Luis Angel O'Neill, Jadan Andino, Eric Pérez, Jorge Class, Jean Rodriguez, Camille Purcell)

Durata totale: 45:48